# Samsung Gear VR
De Samsung Gear VR is een virtual reality-headset ontwikkeld door Samsung Electronics in samenwerking met Oculus VR. De headset werd uitgebracht op 27 november 2015.
Een compatibel Samsung Galaxy-toestel doet dienst als het scherm en de processor van de headset, terwijl de Gear VR-set zelf dient als de controller. De Gear VR-headset bevat ook een touchpad en een knop aan de zijkant, evenals een sensor die detecteert wanneer de headset is ingeschakeld.
De Gear VR werkt met de belangrijkste smartphones van Samsung. Momenteel worden de volgende toestellen ondersteund: Galaxy S6, Galaxy S6 Edge, Galaxy S6 Edge +, Samsung Galaxy Note 5, Galaxy S7, Galaxy S7 Edge, Galaxy S8, Galaxy S8 +, Samsung Galaxy Note Fan Edition, Samsung Galaxy Note 8, Samsung Galaxy A8 / A8 + (2018) en Samsung Galaxy S9 / Galaxy S9 +, Samsung Galaxy S10 / S10+ / S10e
Om inhoud op de Samsung Gear VR te downloaden en te gebruiken, wordt Oculus Home gebruikt. De meeste software voor Gear VR is gericht op gaming en simulaties, maar er is een groeiende belangstelling voor het gebruik van dergelijke apparaten voor medische en wetenschappelijke toepassingen.
Android 12 voor de Galaxy S10, S10+ S10e en S10 5G komt vanaf december 2021 beschikbaar. Apparaten die zijn bijgewerkt naar Android 12 ondersteunen Gear VR niet meer. Als je Gear VR wilt blijven gebruiken met de vermelde apparaten, moet je het besturingssysteem van je telefoon niet bijwerken.
Opmerking: nadat je je telefoon hebt bijgewerkt, kun je de vorige besturingssysteemversie van je telefoon niet meer herstellen.